# Tabuenca
Tabuenca è un comune spagnolo di 460 abitanti situato nella comunità autonoma dell'Aragona.